# Gaesischia similis
Gaesischia similis är en biart som beskrevs av Urban 1989. Gaesischia similis ingår i släktet Gaesischia och familjen långtungebin. Inga underarter finns listade i Catalogue of Life.